# Festival Eurovisão da Canção 1956
O Festival Eurovisão da Canção 1956 (em inglês: Eurovision Song Contest 1956 e em francês: Concours Eurovision de la chanson 1956) foi o primeiro Festival Eurovisão da Canção e teve lugar no dia 24 de Maio de 1956 na cidade suíça de Lugano. Lohengrin Filipello foi o apresentador do festival, e Fernando Paggi o maestro principal de todo o concurso, que foi ganho por Lys Assia em representação da Suíça com a canção "Refrain" (em português: Refrão). No primeiro de muitos eventos eurovisivos, participaram sete países, entre estes, encontravam-se alguns dos países mais afectados pela recente guerra. No entanto, o número de participantes poderia ter sido maior, chegando aos dez (estes três países que não conseguiram participar neste primeira edição, participaram na segunda edição, em 1957). Nesta primeira edição, a emissão Festival Eurovisão da Canção foi sobretudo realizada como se um programa de rádio se tratasse, apesar de existirem algumas câmaras no estúdio para os poucos europeus que tinham televisão naquela altura. A década de 1950 foi marcada por quase toda a Europa pela reconstrução, após  a Segunda Guerra Mundial e ter televisão era um luxo que a grande maioria não podia ter, sendo assim, o festival acabou por ter que ser essencialmente transmitido via rádio, e não televisão, como era o objectivo primário e praticamente único dos inventores e organizadores do concurso. Os cenários pouco tiveram de luxuosos. A sua decoração baseou-se praticamente e quase exclusivamente em arranjos florais. Logo na primeira edição da Eurovisão, foi fortemente recomendado que em cada país participante organizasse um festival nacional para eleger o seu representante e respectiva canção. A Áustria e a Dinamarca foram desqualificados da fase final por se terem inscrito fora do prazo previsto para a entrega das participações. Também se chegou a pensar que o Reino Unido também tinha sido desclassificado nas mesmas condições que a Áustria e a Dinamarca, mas em janeiro de 2017, a União Europeia de Radiodifusão (UER), revelou que tudo isso não passava de um "mito" criado pelos fãs. A UER continuou a explicar que o "Festival of British Popular Song" ("Festival da Canção Popular Britânica"), um concurso criado pela BBC para o Reino Unido, foi a inspiração que trouxe mudanças no formato do concurso a partir de 1957. Todos os países participantes enviaram dois membros do júri a Lugano, excepto o Luxemburgo que delegou directamente os seus votos à Suíça. De salientar que neste festival os membros do júri podiam votar no seu próprio país - a primeira e última vez que tal se sucedeu. Este factor, também é tido por muitos, como uma ajuda para explicar o sucesso suíço. Este também foi o único festival em que cada país pode enviar duas canções. A partir de 1957, devido ao acréscimo do número de países participantes, cada país passou a ter direito a apenas a enviar uma única canção. O Festival Eurovisão da Canção 1956, foi o mais simples e económico de todos os festivais eurovisão, que foram realizados durante todos os anos posteriores a este primeira edição.
Esta primeira edição do certame europeu incluiu práticas que nunca mais se repetiram: duas canções concorrentes por país, voto secreto, dupla votação de um país em nome de outro, voto no próprio país, apenas o título "Grand Prix" de recepção para a vencedora, e um único apresentador do sexo masculino.

## História
O festival foi aberto em italiano pelo apresentador Lohengrin Filipello. O programa era inicialmente conhecido como "Eurovision Grand Prix". Este nome, "Grand Prix", foi adoptado pelos países francófonos, onde o festival ficou conhecido como "Le Grand-Prix Eurovision de la Chanson Européenne".
O processo para organizar a primeira edição do Festival Eurovisão da Canção começou dois anos antes da realização do mesmo, em 1954, quando a União Europeia de Rádiodifusão (EBU) designou um comité para organizar um programa de televisão emitido ao mesmo tempo (em directo), para todos os países membros da organização. Ao princípio, pensava-se que o festival iria ser utilizado como um espetáculo de variedades, e os italianos chegaram a propor organizar um evento internacional similar ao Festival de Sanremo, que já organizavam havia alguns anos, no entanto com canção de todos os países.
O comité, dirigido por Marcel Bezençon, director da televisão suíça, começou em Janeiro de 1955 no Mónaco a estudar sériamente a idea, e a 19 de Outubro do mesmo ano, essa mesma ideia foi proposta em Roma. Um periodista britânico foi quem pôs (involuntáriamente), o actual nome ao festival, Eurovision Song Contest (traduzido para português Festival Eurovisão da Canção) ao concurso, já que naquela altura não existia nenhum termo Eurovision, que actualmente usa-se para se referir à EBU e ao festival. A EBU traduziu o nome para francês com o nome de Grand Prix Eurovision de la Chanson, que foi o utilizado oficialmente no festival. O regulamento começou então a ser escrito já nos finais de 1955.
Poucos meses depois, deu-se a primeira edição do Festival Eurovisão da Canção, na Suíça, com sete estreantes (que poderiam ser dez, caso não tivessem estregue as candidaturas tarde de mais).

## Votação
O sistema de votação do Festival Eurovisão da Canção 1956 permitiu que júris pudessem votar em qualquer canção a concurso, incluindo aquelas que estivessem a representar o seu próprio país. Cada país/delegação tinha apenas dois júris, que atribuíram uma pontuação de 1 a 10 pontos às suas dez canções preferidas. Este sistema nunca mais voltou a ser utilizado em nenhuma edição posterior do festival.
Adicionalmente, o júri suíço estava permitido a votar como parte da delegação belga, outro facto, que nunca mais se repetiu na história do concurso. Este foi outro factor que levou aque outras delegações se queixassem do sistema de votação, que determinou como vencedor o país anfitrião, a Suíça (com a cantora Lys Assia).
Os resultados deste festival, nunca foram tornados públicos, o que também lançou numerosos rumores sobre outros posicionamentos na tabela de resultados. A segunda canção interpretada por Lys Assia nunca foi comercializada, o que causou sugestões, sobre a música ter ficado num lugar muito baixo da tabela. Outras sugestões, incluem a possibilidade de a Alemanha, com Walter Andreas Schwarz, ter ficado em segundo lugar (ou Freddy Quinn, nalgumas versões do rumor), estas justificadas com o facto de a Alemanha ter sido a anfitriã da segunda edição do festival, e a possibilidade de um terceiro lugar de uma das canções provenientes da Bélgica.

## Local

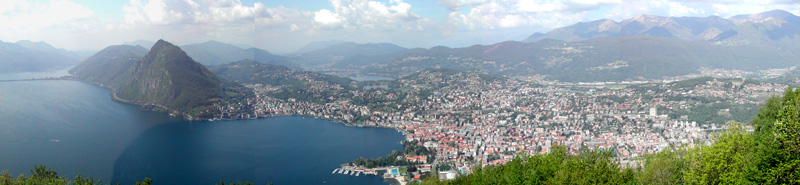
Vista panorâmica sobre a Cidade de Lugano

O Festival Eurovisão da Canção 1956 ocorreu em Lugano, na Suíça. Lugano é uma comuna da Suíça, no Cantão Tessino, do qual é a maior cidade, embora a capital do cantão seja Bellinzona. A língua oficial nesta comuna é o italiano. A cidade é banhada pelo Lago de Lugano. O nome Lugano, provém, provavelmente da palavra latina Lucus, que significa madeira ou madeira sagrada. Lugano é a cidade mais povoada do Cantão Tessino e possui uma área de cerca de 48 km², com uma população actual, superior a cinquenta mil habitantes.
O festival em si, ocorreu no Teatro Kursaal, um dos mais importantes e prestigiados locais de espetáculo na altura da realização deste.

## Visual
A primeira edição do festival, não teve uma grande produção visual, em parte por também não ser necessário, visto o festival ter sido transmitido essencialmente via rádio, e também pelo tempo em que decorreu, ter sido pós-guerra, e o festival visava a harmonia entre os países. No entanto, a sala do espetáculo contou com uma pequena audiência, que encheu o local até aos balcões. O palco estava essencialmente decorado com flores e plantas, e o fundo coberto por cortinas que desciam do tecto até ao chão. De um lado, estava reservado o espaço para os artistas cantarem, e do outro estava toda a orquestra, composta por vinte e quatro elementos, dispostos (à excepção do pianista), numa espécie de escadaria, com três degraus. As luzes foram simples, percebendo-se apenas a existência de um holofote para além das luzes normais da sala. A cobertura televisiva, foi efectuada pela televisão do país anfitrião, e através de apenas duas câmaras, uma virada para o público, e outra para o palco, que era virada para um lado e para o outro, para mostrar a orquestra e o artista em palco. No fim, o prémio (um ramo de flores) foi atribuído a Lys Assia, por um casal de crianças. O logotipo do festival, era apenas a palavra Eurovision, escrita em forma de circunferência, com um luz brilhante a sair do topo das letras.

## Formato

### Abertura
A abertura do Festival Eurovisão da Canção 1956, foi das mais pequenas de sempre (e mais simples também). Tendo durado apenas um minuto e dez segundos, onde a orquestra presente no local do evento tocou um tema com as características que as músicas tinham nos anos 50.

### Intervalo
O intervalo esteve a cargo dos Les Joyeux Rossignols e dos Les Trois Ménestrels, tendo actuado primeiro estes últimos. A segunda actuação, a dos Les Joyeux Rossignols teve de ser prolongada devido a atrasos no processo de votação, que mesmo assim apenas acabou por ver revelado o vencedor, e nada mais.

## Participações individuais
Logo na primeira edição, cada país escolheu o seu representante de forma diferente e especifica. Nos artigos da "caixa" em baixo, pode se ler mais sobre o estilo de selecção de cada país, e os concorrentes que concorreram nas selecções nacionais.
Predefinição:Participações Individuais ESC1956

## Participações

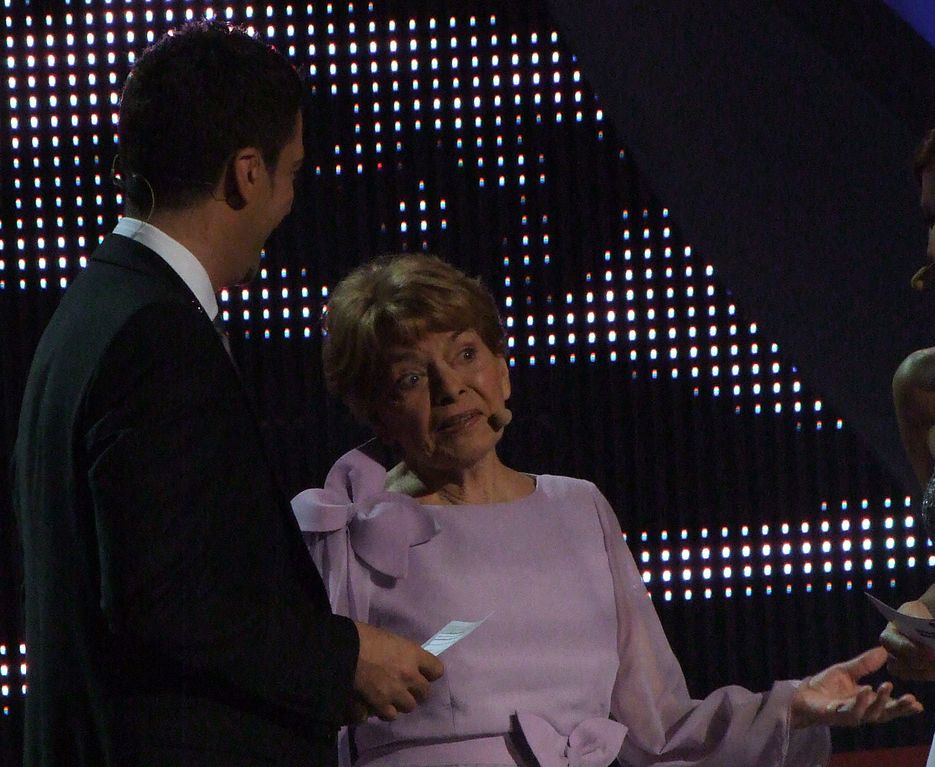
Lys Assia, vencedora da primeira edição do Festival Eurovisão da Canção (foto tirada na 53º edição do festival em 2008)

Países participantes

Dos sete países participantes na primeira edição do Festival Eurovisão da Canção, apenas Suíça e Luxemburgo enviaram o mesmo artista, para as suas duas canções representativas. Uma das representantes holandesas, Corry Brokken, que interpretou o tema "Voorgoed Voorbij", voltou a representar os Países Baixos, e venceu o Festival Eurovisão da Canção 1957, a segunda edição da Eurovisão da Canção. Por outro lado, o representante belga, Fud Leclerc voltou a representar o seu país mais três vezes no Festival Eurovisão da Canção 1958, 1960 e 1962, e por sua vez, Lys Assia (que cantou com cinco cantores em segundo plano, backsingers), a primeira representante da Suíça, no primeiro evento do festival, realizado na Suíça, e vencido pela cantora, voltou a representar o seu país, nos dois anos seguintes (em 1957 e 1958. Sendo assim, foram três os cantores que voltaram a representar o seu país noutra edição do Festival Eurovisão da Canção. Na tabela abaixo, é possível observar as canções (e respectivas traduções) e os artistas representantes escolhidos para cada país, assim como a forma da escolha dos mesmos e a data do respectivo evento para tal selecção.
| País          | Título original da Canção         | Artista                  | Processo                                         | Data da Selecção    |
| País          | Tradução em Português             | Idiomas de Interpretação | Processo                                         | Data da Selecção    |
| ------------- | --------------------------------- | ------------------------ | ------------------------------------------------ | ------------------- |
| Alemanha      | "Im Wartesaal zum großen Glück"   | Walter Andreas Schwarz   | Grand Prix Eurovision - Schlager & Chansons 1956 | 1 de maio de 1956   |
| Alemanha      | Canção de boa sorte               | Alemão                   | Grand Prix Eurovision - Schlager & Chansons 1956 | 1 de maio de 1956   |
| Alemanha      | "So geht das jede Nacht"          | Freddy Quinn             | Grand Prix Eurovision - Schlager & Chansons 1956 | 1 de maio de 1956   |
| Alemanha      | É assim todas as noites           | Alemão                   | Grand Prix Eurovision - Schlager & Chansons 1956 | 1 de maio de 1956   |
| Bélgica       | "Messieurs les Noyés de la Seine" | Fud Leclerc              | Final Nacional de 1956                           | 15 de abril de 1956 |
| Bélgica       | Os Senhores Afogados do Sena      | Francês                  | Final Nacional de 1956                           | 15 de abril de 1956 |
| Bélgica       | "Le plus beau jour de ma vie"     | Mony Marc                | Final Nacional de 1956                           | 15 de abril de 1956 |
| Bélgica       | O dia mais lindo da minha vida    | Francês                  | Final Nacional de 1956                           | 15 de abril de 1956 |
| França        | "Le temps perdu"                  | Mathé Altéry             | Final Nacional de 1956                           | -                   |
| França        | O tempo perdido                   | Francês                  | Final Nacional de 1956                           | -                   |
| França        | "Il est là"                       | Dany Dauberson           | Final Nacional de 1956                           | -                   |
| França        | Ele está aqui                     | Francês                  | Final Nacional de 1956                           | -                   |
| Itália        | "Aprite le finestre"              | Franca Raimondi          | Festival della Canzone Italiana di Sanremo 1956  | 10 de março de 1956 |
| Itália        | Abra as janelas                   | Italiano                 | Festival della Canzone Italiana di Sanremo 1956  | 10 de março de 1956 |
| Itália        | "Amami se vuoi"                   | Tonina Torrielli         | Festival della Canzone Italiana di Sanremo 1956  | 10 de março de 1956 |
| Itália        | Ama-me se quiseres                | Italiano                 | Festival della Canzone Italiana di Sanremo 1956  | 10 de março de 1956 |
| Luxemburgo    | "Les amants de minuit"            | Michèle Arnaud           | Selecção Interna                                 | -                   |
| Luxemburgo    | Os amantes da meia-noite          | Francês                  | Selecção Interna                                 | -                   |
| Luxemburgo    | "Ne crois pas"                    | Michèle Arnaud           | Selecção Interna                                 | -                   |
| Luxemburgo    | Não acredito                      | Francês                  | Selecção Interna                                 | -                   |
| Países Baixos | "De vogels van Holland"           | Jetty Paerl              | Nationaal Songfestival 1956                      | 24 de abril de 1956 |
| Países Baixos | Os pássaros da Holanda            | Holandês                 | Nationaal Songfestival 1956                      | 24 de abril de 1956 |
| Países Baixos | "Voorgoed voorbij"                | Corry Brokken            | Nationaal Songfestival 1956                      | 24 de abril de 1956 |
| Países Baixos | "Acabou para sempre"              | Holandês                 | Nationaal Songfestival 1956                      | 24 de abril de 1956 |
| Suíça         | "Das alte Karussell"              | Lys Assia                | Finale Suisse 1956                               | 28 de abril de 1956 |
| Suíça         | "O velho carrosel"                | Alemão                   | Finale Suisse 1956                               | 28 de abril de 1956 |
| Suíça         | "Refrain"                         | Lys Assia                | Finale Suisse 1956                               | 28 de abril de 1956 |
| Suíça         | Refrão                            | Francês                  | Finale Suisse 1956                               | 28 de abril de 1956 |

## Festival
No primeiro Festival Eurovisão da Canção, as canções não superaram os três minnutos e meio (não havendo nesta altura qualquer limite para a duração das músicas), e os artistas, foram acompanhados musicalmente por uma orquestra, composta por 24 músicos, dirigidos pelos maestros Fernando Paggi, Jacques Lassry, Franck Pourcel, Leo Souris e Gian Stellari. Na primeira participação, não houve nenhum grupo musical, já que este género de arte musical, esteve proibido até aos anos 70.  A ordem de actuação foi determinada por sorteio, e os países podiam escolher a música que eles queriam ver cantar primeiro. Cada país pôde nomear seu próprio maestro ou confiar nos serviços do maestro do país anfitrião.

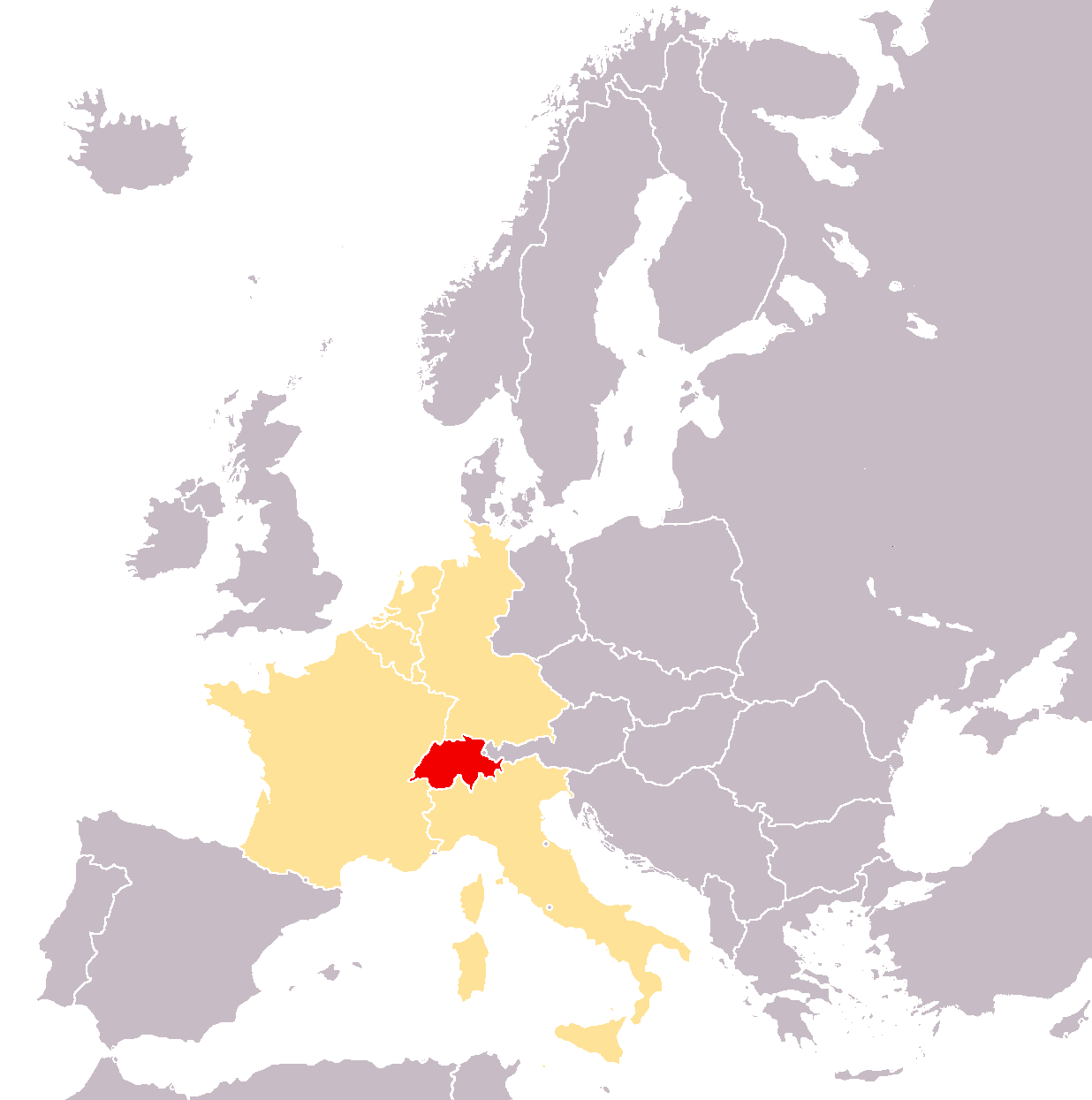
Vencedor

Na tabela abaixo, é possível observar a ordem de entrada em palco das quatorze canções no concurso, representantes de sete países europeus (2 músicas por cada um).
| #   | País          | Idioma   | Artista                | Canção                            |
| --- | ------------- | -------- | ---------------------- | --------------------------------- |
| 1º  | Países Baixos | Holandês | Jetty Paerl            | "De Vogels Van Holland"           |
| 2º  | Suíça         | Alemão   | Lys Assia              | "Das alte Karussell"              |
| 3º  | Bélgica       | Francês  | Fud Leclerc            | "Messieurs les Noyés de la Seine" |
| 4º  | Alemanha      | Alemão   | Walter Andreas Schwarz | "Im Wartesaal Zum Großen Glück"   |
| 5º  | França        | Francês  | Mathé Altéry           | "Le temps perdu"                  |
| 6º  | Luxemburgo    | Francês  | Michèle Arnaud         | "Ne Crois Pas"                    |
| 7º  | Itália        | Italiano | Franca Raimondi        | "Aprite le Finestre"              |
| 8º  | Países Baixos | Holandês | Corry Brokken          | "Voorgoed Voorbij"                |
| 9º  | Suíça         | Francês  | Lys Assia              | "Refrain"                         |
| 10º | Bélgica       | Francês  | Mony Marc              | "Le plus beau jour de ma vie"     |
| 11º | Alemanha      | Alemão   | Freddy Quinn           | "So geht das jede Nacht"          |
| 12º | França        | Francês  | Dany Dauberson         | "Il est là"                       |
| 13º | Luxemburgo    | Francês  | Michèle Arnaud         | "Les Amants de Minuit"            |
| 14º | Itália        | Italiano | Tonina Torrielli       | "Amami se Vuoi"                   |

### Orquestra

#### Composição
Segundo o regulamento da edição, a orquestra foi composta por 24 músicos, distribuídos por:
- 4 saxofones sopranos
- 3 trompetes
- 1 trombone
- 6 violinos
- 2 violas
- 2 violoncelos
- 1 contrabaixo
- 1 flauta
- 1 oboé
- 1 piano
- 1 guitarra
- 1 bateria

#### Maestros
Em baixo encontra-se a lista de maestros que conduziram a orquestra, na respectiva actuação de cada país concorrente. Os maestros estão organizados pela ordem de apresentação das músicas de cada país: 1º para a primeira canção interpretada por determinado participante e 2º para a segunda participação desse mesmo participante.
| País              | Maestro            |
| ----------------- | ------------------ |
| Países Baixos     | 1º- Fernando Paggi |
| Países Baixos     | 2º- Fernando Paggi |
| Suíça             | 1º- Fernando Paggi |
| Suíça             | 2º- Fernando Paggi |
| Bélgica           | 1º- Léo Souris     |
| Bélgica           | 2º- Léo Souris     |
| Alemanha          | 1º- Fernando Paggi |
| Alemanha          | 2º- Fernando Paggi |
| França            | 1º- Franck Pourcel |
| França            | 2º- Franck Pourcel |
| Luxemburgo        | 1º- Jacques Lassry |
| Luxemburgo        | 2º- Jacques Lassry |
| Itália            | 1º- Gian Stellari  |
| Itália            | 2º- Gian Stellari  |
| Maestro anfitrião | Fernando Paggi     |

## Transmissão do Festival

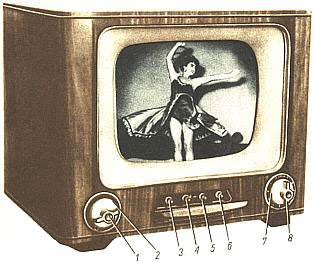
Uma televisão típica da altura em que se deu o festival

O primeiro Festival Eurovisão da Canção, foi transmitido já via televisão, no entanto, a grande maioria das pessoas acompanhou o evento através de rádios. Isto deveu-se ao facto de naquela altura, a maior parte da população não possuir televisão, devido ao custo destas (de lembrar que o mundo também tinha acabado de sair da sua segunda grande guerra mundial). Hoje em dia, apenas existe o vídeo da actuação vencedora (de Lys Assia, representante da Suíça), e um registo em áudio, com oitenta minutos de duração (no entanto o festival durou mais vinte minutos, porém essa parte da gravação - a dos votos - perdeu-se ou nunca foi tornada pública).

### Países participantes
| País          | Canal   | Comentador(es)         |
| ------------- | ------- | ---------------------- |
| Países Baixos | NTS     | Piet te Nuyl           |
| Suíça         | SRG SSR | Georges Hardy          |
| Bélgica       | INR     | Janine Lambotte        |
| Bélgica       | NIR     | Nand Baert             |
| Alemanha      | ARD     | Wolf Mittler           |
| França        | RTF     | Michèle Rebel          |
| Luxemburgo    | RTL     | Michèle Rebel          |
| Itália        | RAI     | Bianca Maria Piccinino |

### Países não participantes
| País        | Canal                  | Comentador(es) |
| ----------- | ---------------------- | -------------- |
| Áustria     | ORF                    | Wolf Mittler   |
| Dinamarca   | Statsradiofonien TV    | Gunnar Hansen  |
| Reino Unido | BBC Television Service | Wilfred Thomas |

### Notícias (oficial)
- Site Oficial do Festival Eurovisão da Canção
- Site Oikotimes, noticias sobre a Eurovisão, o mais lido em Portugal
- Site EscToday, noticias sobre a eurovisão
- Site Português, noticias sobre a eurovisão Arquivado em 28 de maio de  2009, no Wayback Machine.
- Esctime, noticias sobre o tema
- Noticias do festival pelo site Eurovisionary

### Festival 1956
- Site Oficial da cadeia televisiva SRG SSR idée suisse
- Festival Eurovisão da Canção 1956